# 布拉夫城堡

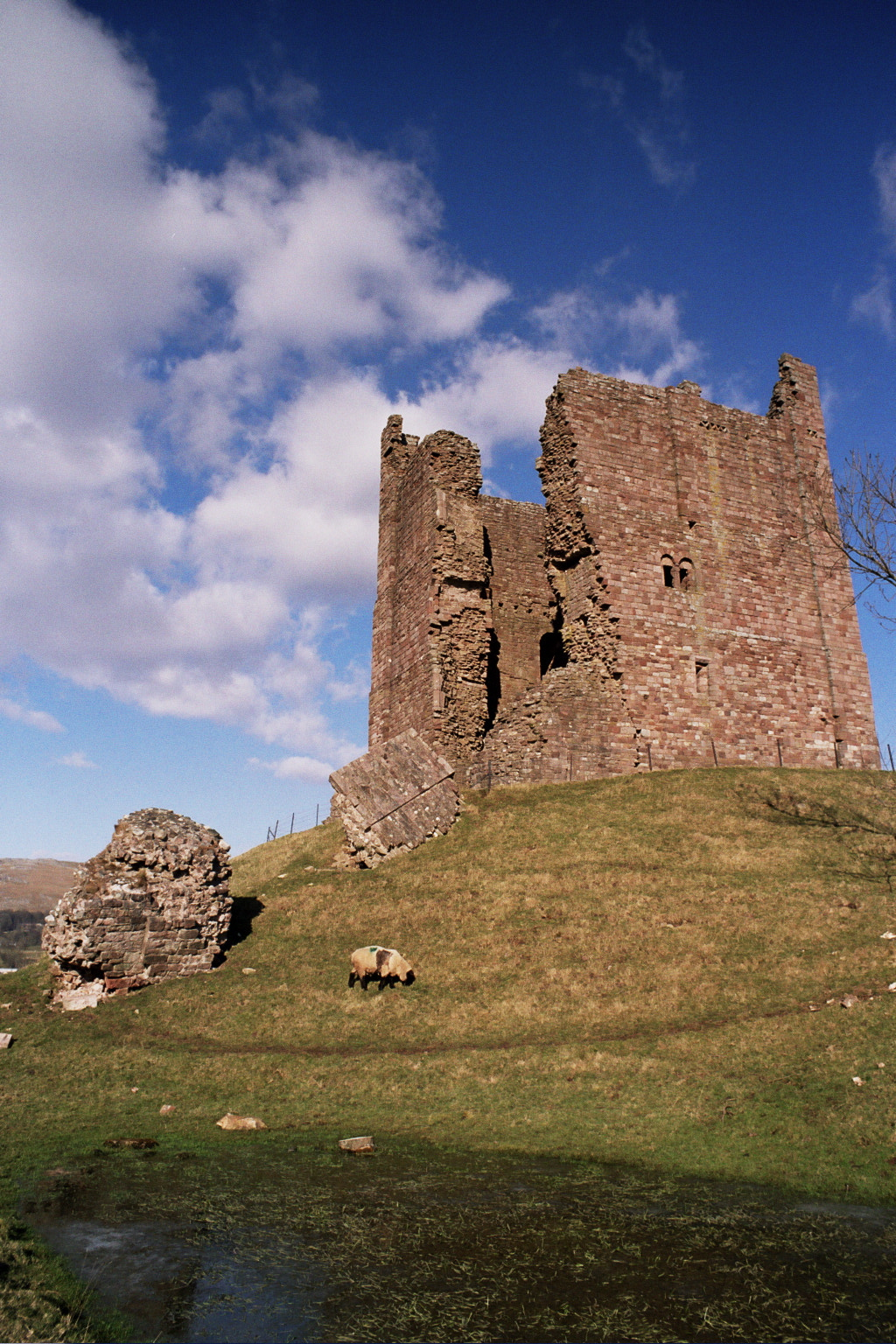
布拉夫城堡

布拉夫城堡（Brough Castle）是位於英格蘭坎布里亞郡村莊布拉夫的一座城堡。布拉夫城堡由威廉二世修建於約1092年時。1206年曾被约翰王用于囚禁侄女布列塔尼的埃莉诺。1921年，布拉夫城堡被捐贈給英國政府。現在布拉夫城堡由英格蘭遺產管理，是一個旅遊景點。布拉夫城堡並列入登錄建築加以保護。

## 外部連結
- English Heritage visitor information （页面存档备份，存于）
- Verteris: Roman Fort at Roman Britain Online

54°31′18″N 2°19′28″W / 54.5218°N 2.3244°W